# Muttergotteskapelle (Dienstadt)

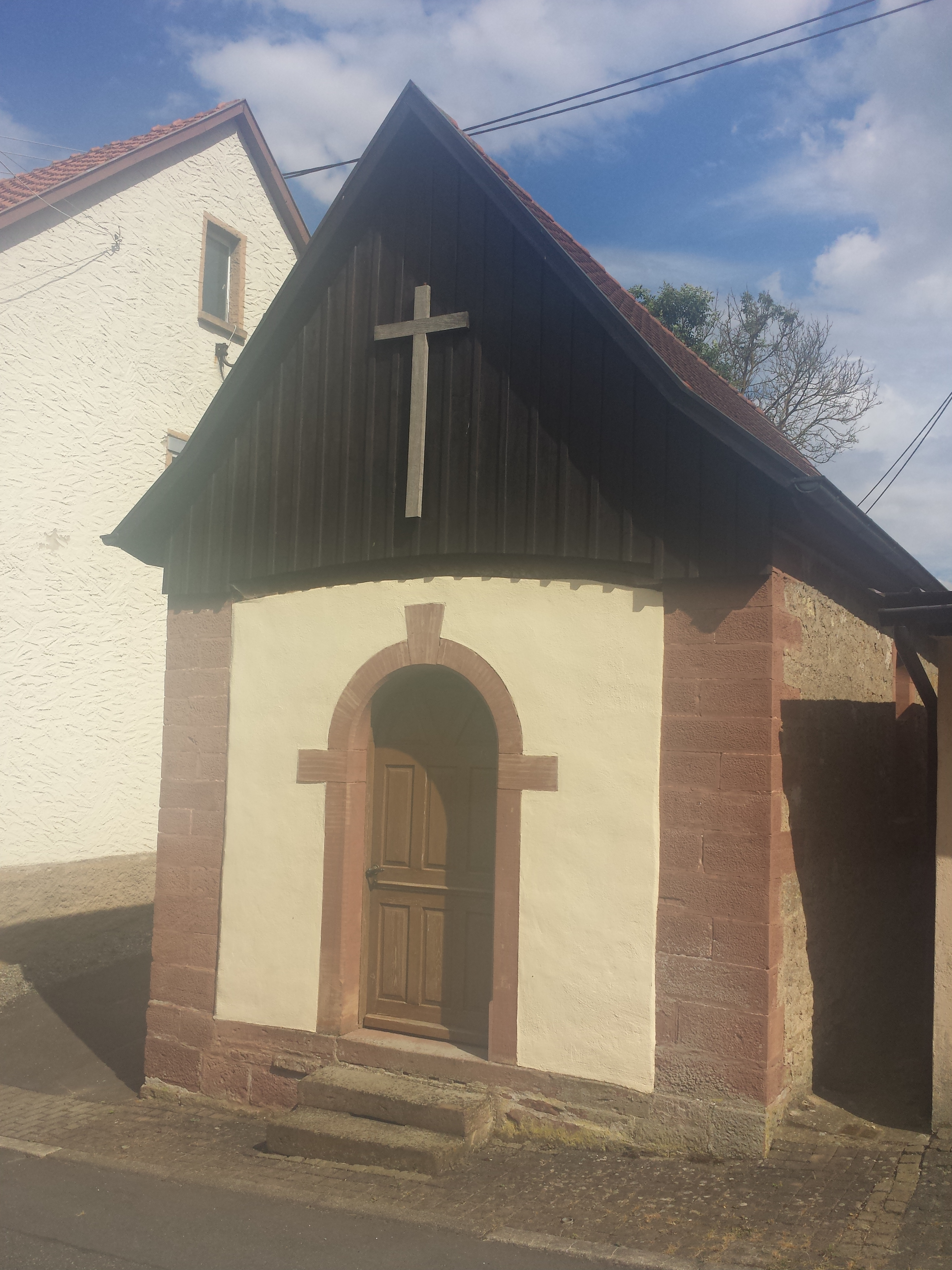
Die Muttergotteskapelle in Dienstadt (2016)

Die römisch-katholische Muttergotteskapelle (auch Marienkapelle) in Dienstadt, einem Stadtteil von Tauberbischofsheim im Main-Tauber-Kreis, wurde im Jahre 1782 errichtet und befindet sich unterhalb des Dienstädter Friedhofs.

## Geschichte
Die Muttergotteskapelle wurde 1782 erbaut. Erweiterungen der Kapelle folgten 1855 und 1903. In den Jahren 1938 und 1995 wurde die Kapelle renoviert.

## Ausstattung
Die Muttergotteskapelle verfügt über einen Altar mit Pietà-Darstellung von 1727. Neben dem Eingang befindet sich ein Steinkreuz. Einzelne Fenster weisen bunte Verzierungen auf.

Innenansichten der Dienstädter Muttergotteskapelle
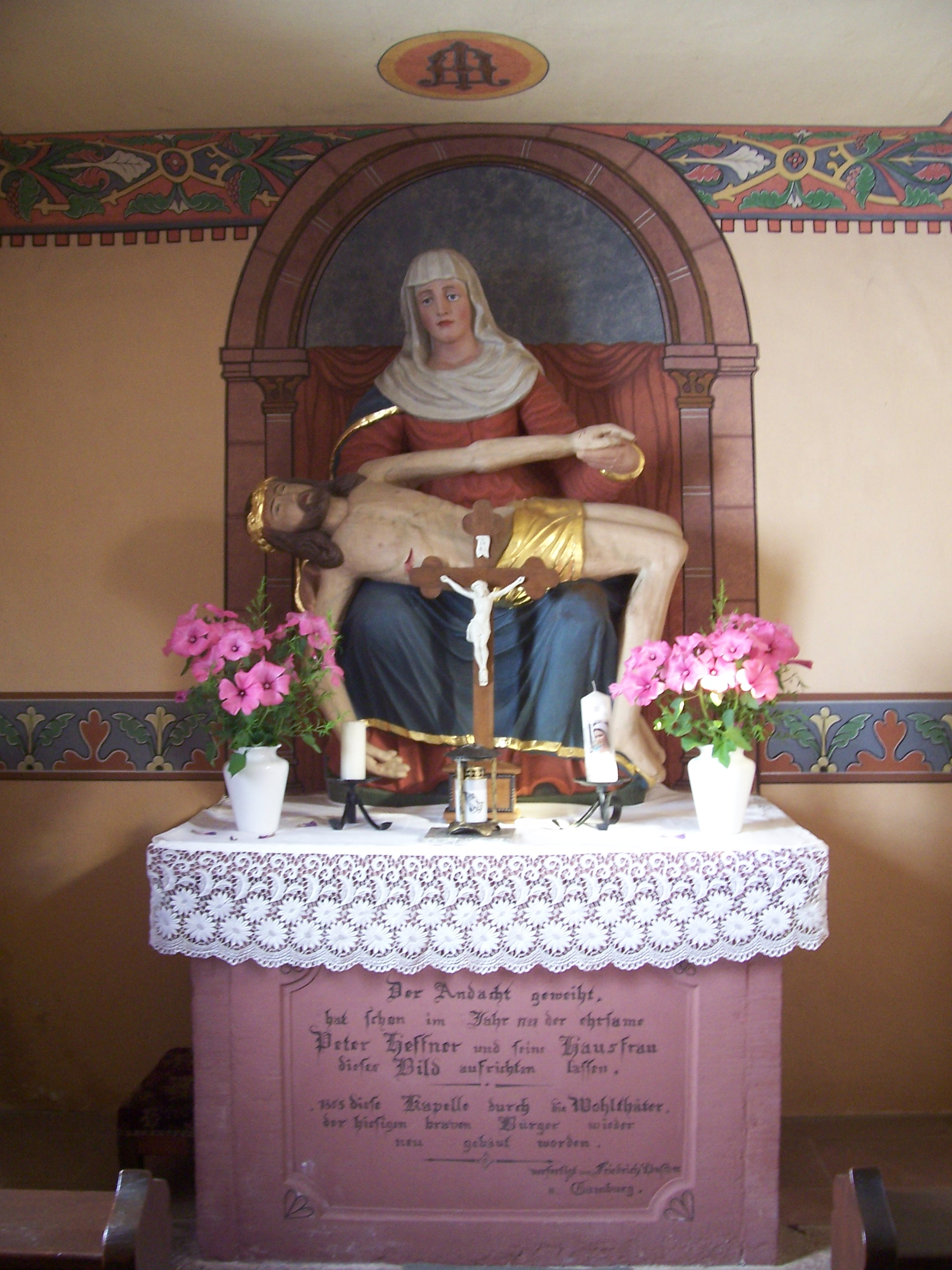
Altar mit Pietà-Darstellung
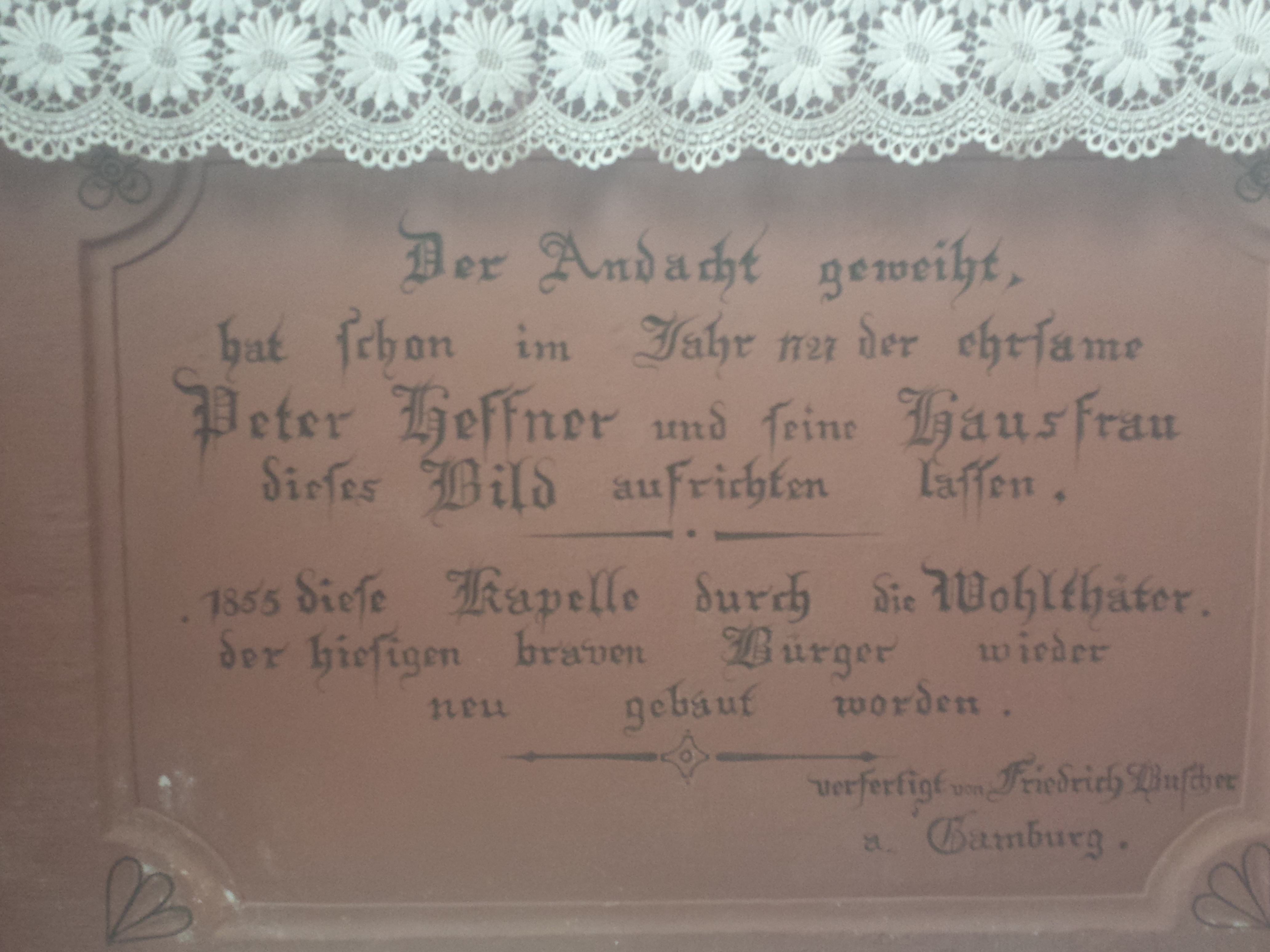
Altarinschrift
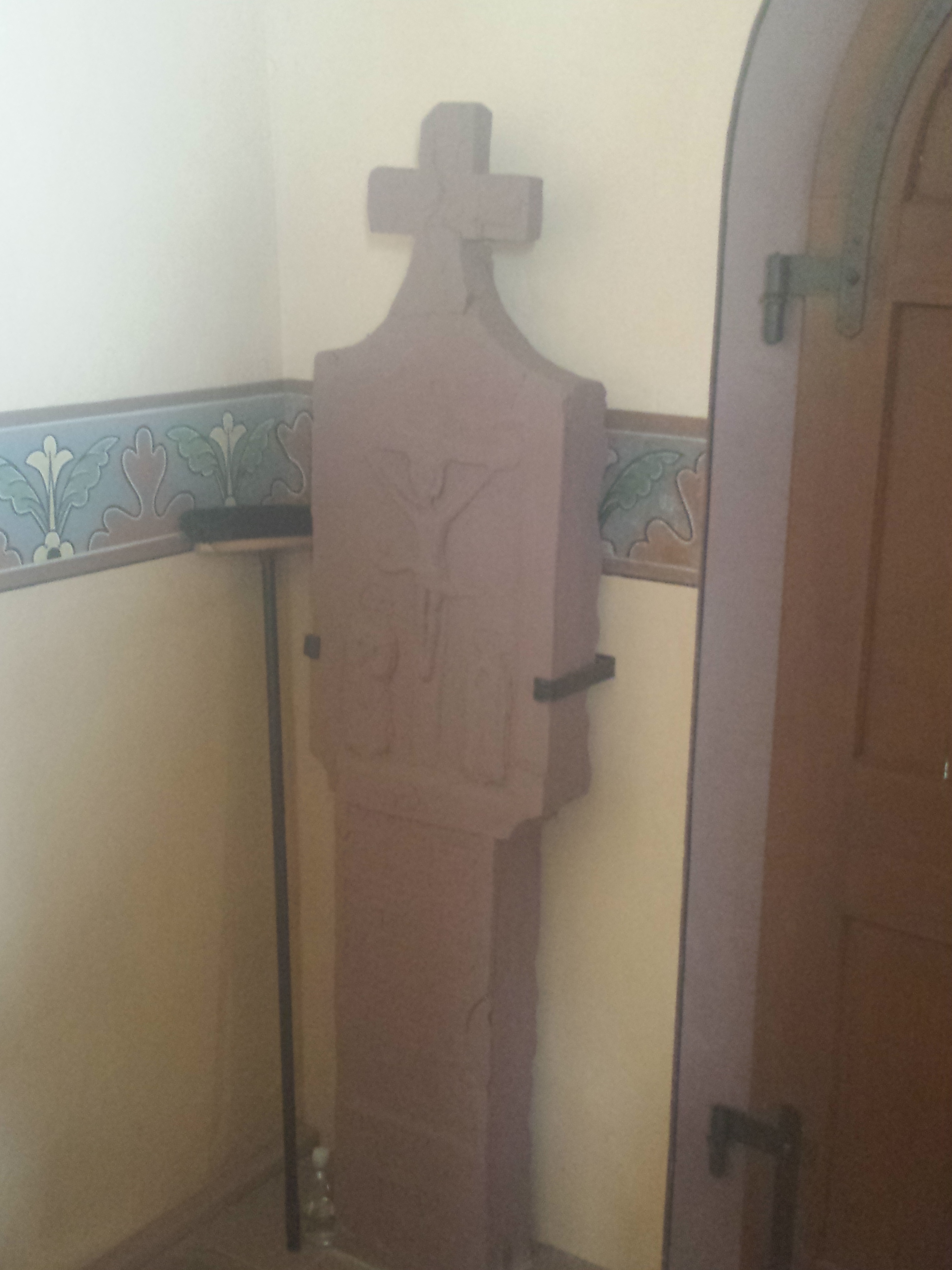
Steinkreuz neben dem Eingang
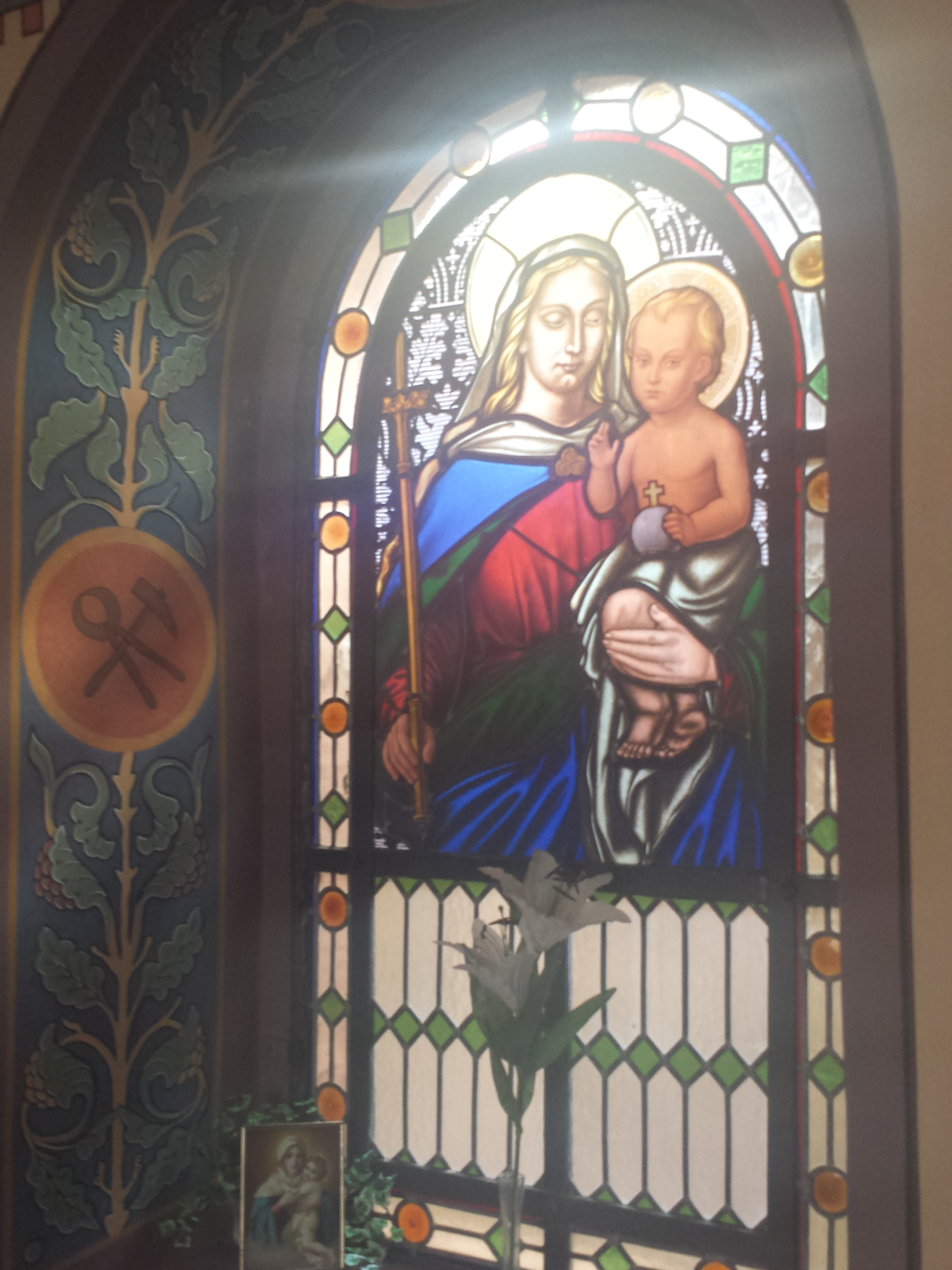
Verziertes Fenster

## Denkmalschutz
Die Kapelle befindet sich am Königheimer Weg (Flst.Nr. 0-155) und steht unter Denkmalschutz.